# Hugo Giammusso
Hugo Giammusso (Caltanissetta, 31 gennaio 1908 – Roma, 22 giugno 1977) è stato un pittore e vignettista italiano.
Spesso citato come Ugo Giammusso, ha collaborato per molti anni al Il travaso delle idee, il Borghese, L'Elefante, Marc'Aurelio, il Cantachiaro.
Il CONI gli affidò la copertina del libro di presentazione ufficiale dei Giochi della XVII Olimpiade di Roma, 1960. 
I suoi disegni per la Mostra d'Oltremare sono ancora conservati nell'archivio storico.
Essenzialmente la sua arte si espresse in due distinti periodi, il primo che va dal 1928 al 1955, il secondo dal 1956 al 1975. Già dal 1965 si manifestarono i primi sintomi della malattia che lo condurrà a morte nel 1977 e questo cambiamento fisico e psicologico si avverte chiaramente nelle sue ultime opere.
Nel 1980, il settimanale Vita propose di intitolare una strada di Roma ad Hugo Giammusso, tramite il giornalista e critico d'arte Pasquale Curatola. 
È stato definito autore e capostipite di una nuova breccia, il precursore della satira anticlericale che si evolve nel dopoguerra dal 1946, in un periodo cioè in cui si andava invece affermando sempre più il peso della Chiesa nella politica italiana. (Biblioteca Nazionale Centrale di Roma, ottobre 2008, Franco Colomo).  - 